# Saison 2014 de l'équipe cycliste Sunweb-Napoleon Games

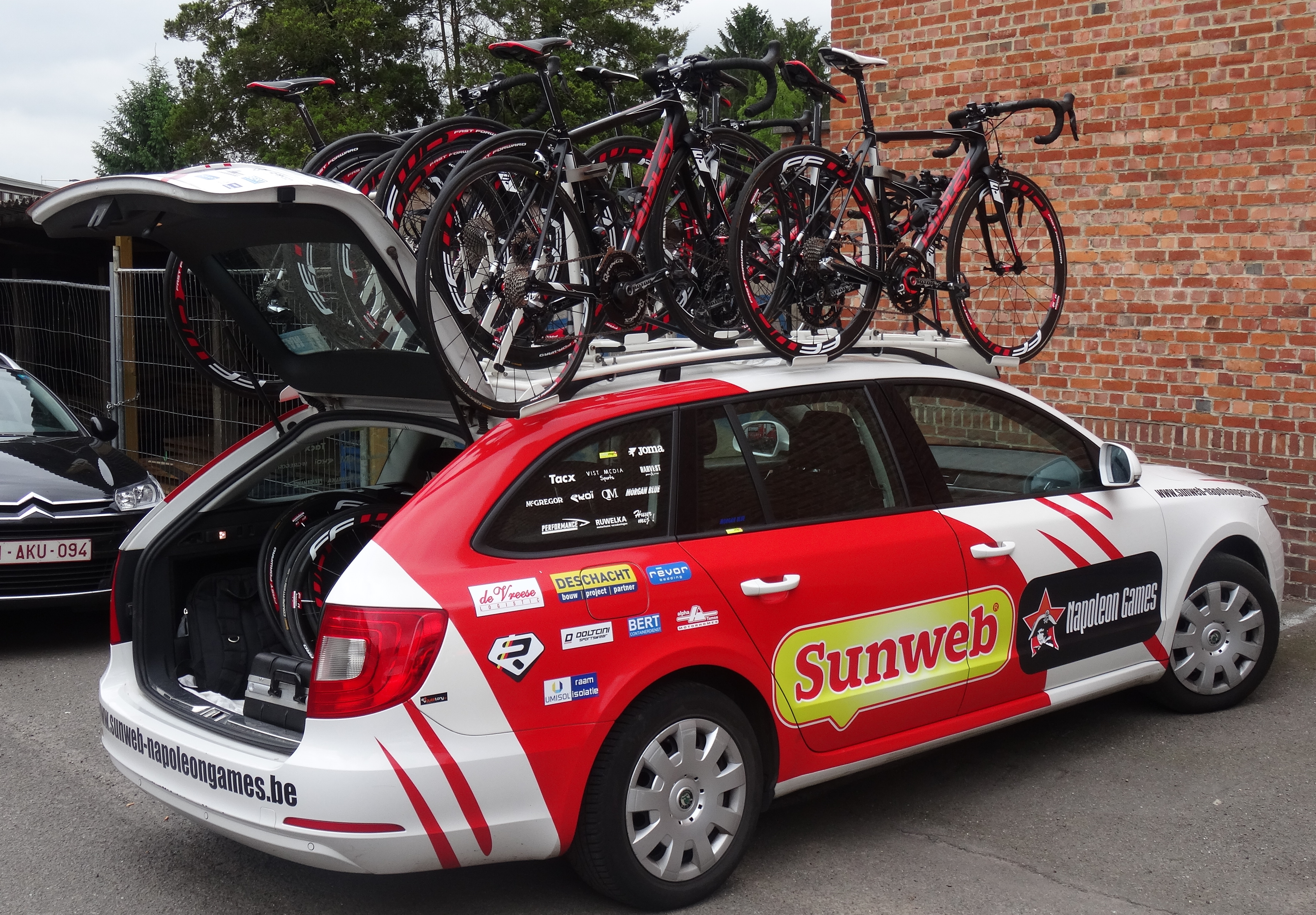
Une des voitures de l'équipe lors du Tour du Limbourg 2014.

La saison 2014 de l'équipe cycliste Sunweb-Napoleon Games est la huitième de cette équipe.

## Préparation de la saison 2014

### Arrivées et départs
| Arrivées               | Équipe 2013                 |
| ---------------------- | --------------------------- |
| Dominique Cornu        | Topsport Vlaanderen-Baloise |
| Dieter Vanthourenhout  | BKCP-Powerplus              |
| Michael Vanthourenhout | BKCP-Powerplus              |

| Départs       | Équipe 2014                 |
| ------------- | --------------------------- |
| Braam Merlier | Baguet-MIBA Poorten-Indulek |

## Coureurs et encadrement technique

### Effectif

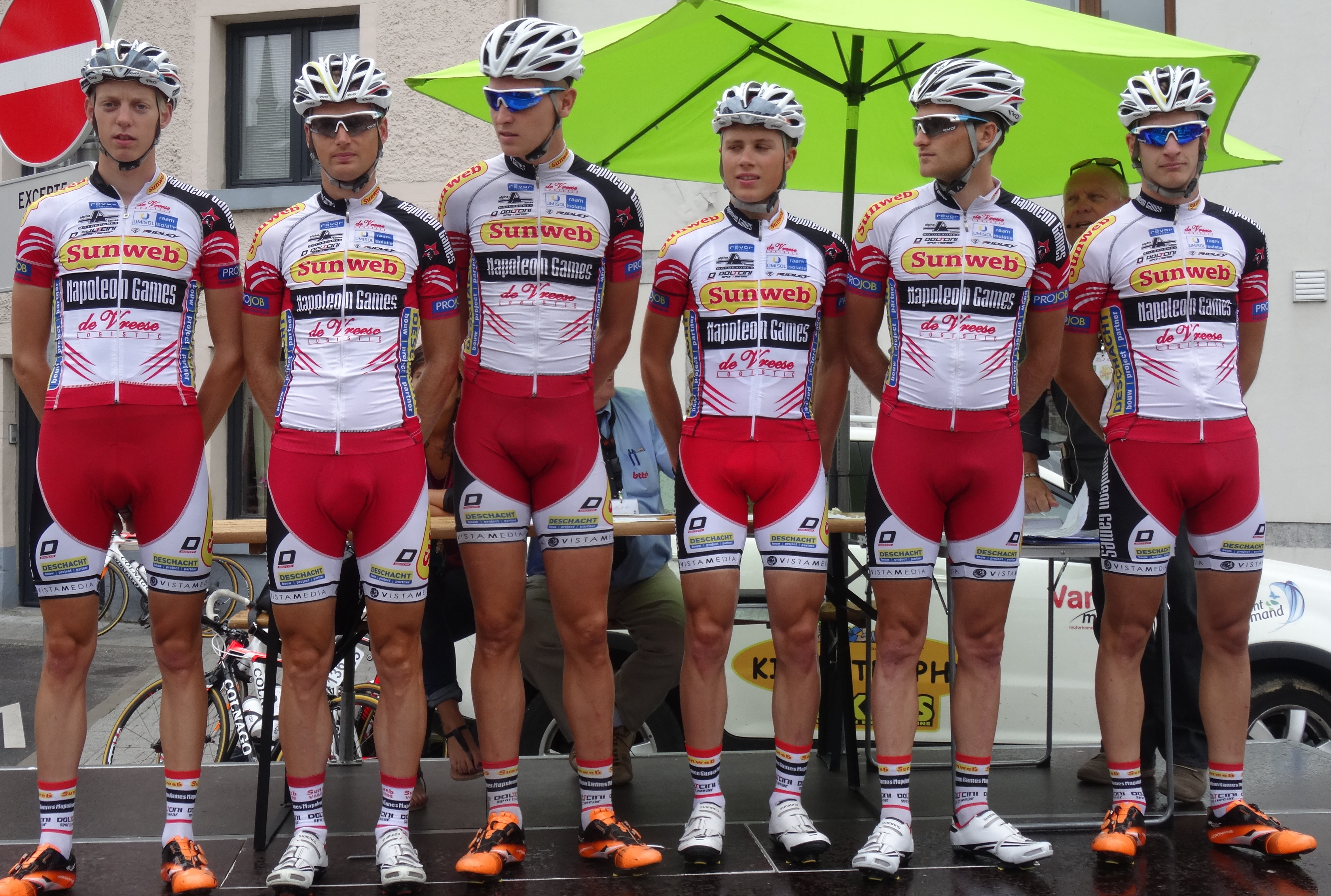
L'équipe lors du Tour de la province de Namur 2014.

Dix coureurs et un stagiaire constituent l'effectif 2014 de l'équipe.
| Cycliste               | Date de naissance | Nationalité | Équipe 2013                 |
| ---------------------- | ----------------- | ----------- | --------------------------- |
| Jim Aernouts           | 23 mars 1989      | Belgique    | Sunweb-Napoleon Games       |
| Vinnie Braet           | 12 août 1991      | Belgique    | Sunweb-Napoleon Games       |
| Dominique Cornu        | 10 octobre 1985   | Belgique    | Topsport Vlaanderen-Baloise |
| Tim Merlier            | 30 octobre 1992   | Belgique    | Sunweb-Napoleon Games       |
| Kevin Pauwels          | 12 avril 1984     | Belgique    | Sunweb-Napoleon Games       |
| Yorben Van Tichelt     | 12 juillet 1994   | Belgique    | Sunweb-Napoleon Games       |
| Dieter Vanthourenhout  | 20 juin 1985      | Belgique    | BKCP-Powerplus              |
| Michael Vanthourenhout | 10 décembre 1993  | Belgique    | BKCP-Powerplus              |
| Klaas Vantornout       | 19 mai 1982       | Belgique    | Sunweb-Napoleon Games       |
| Gianni Vermeersch      | 19 novembre 1992  | Belgique    | Sunweb-Napoleon Games       |
| Stagiaire              | Date de naissance | Nationalité | Équipe 2014                 |
| Jonas Degroote         | 17 octobre 1995   | Belgique    | Vistamedia Hamme            |

Portraits
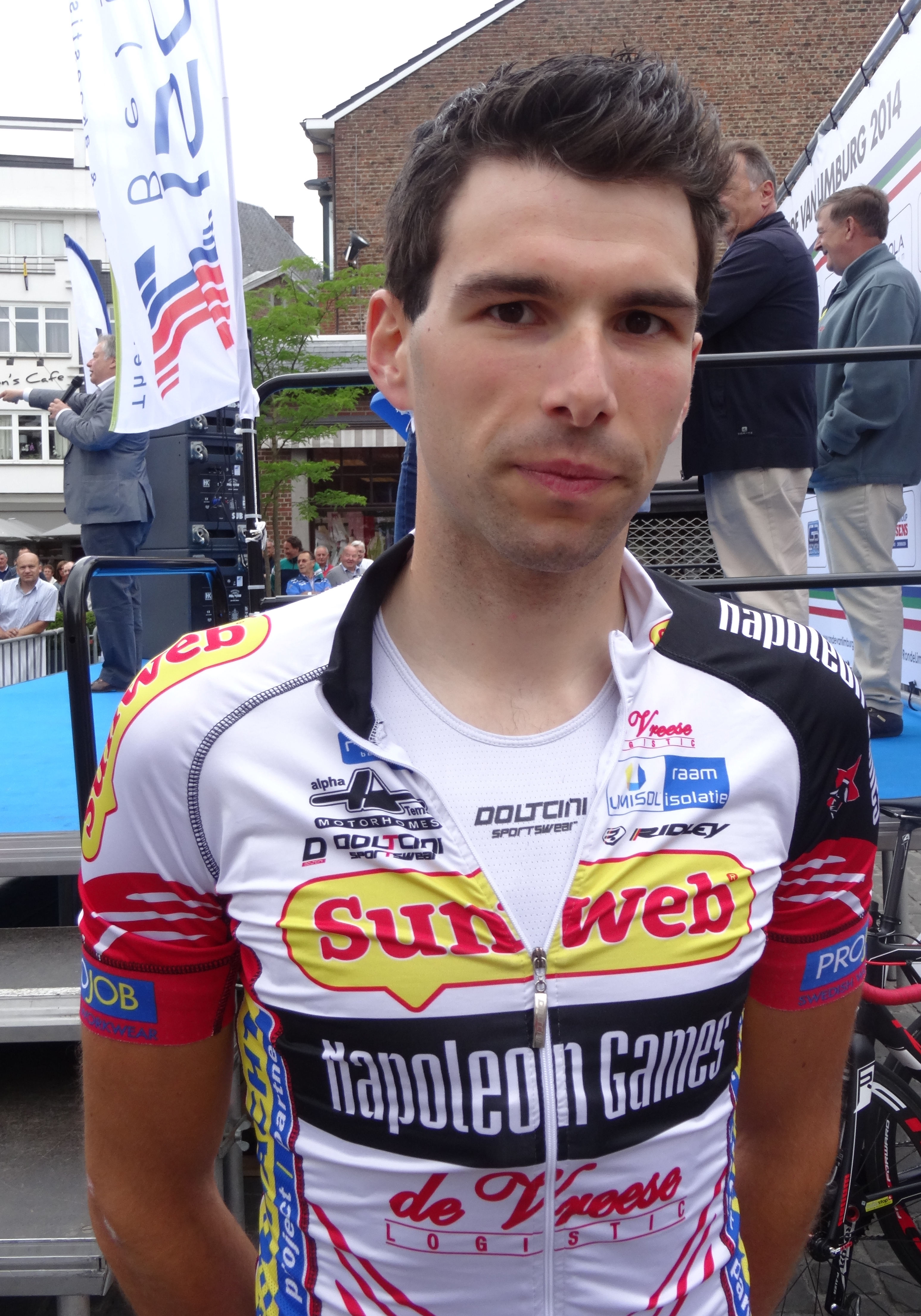
Vinnie Braet.
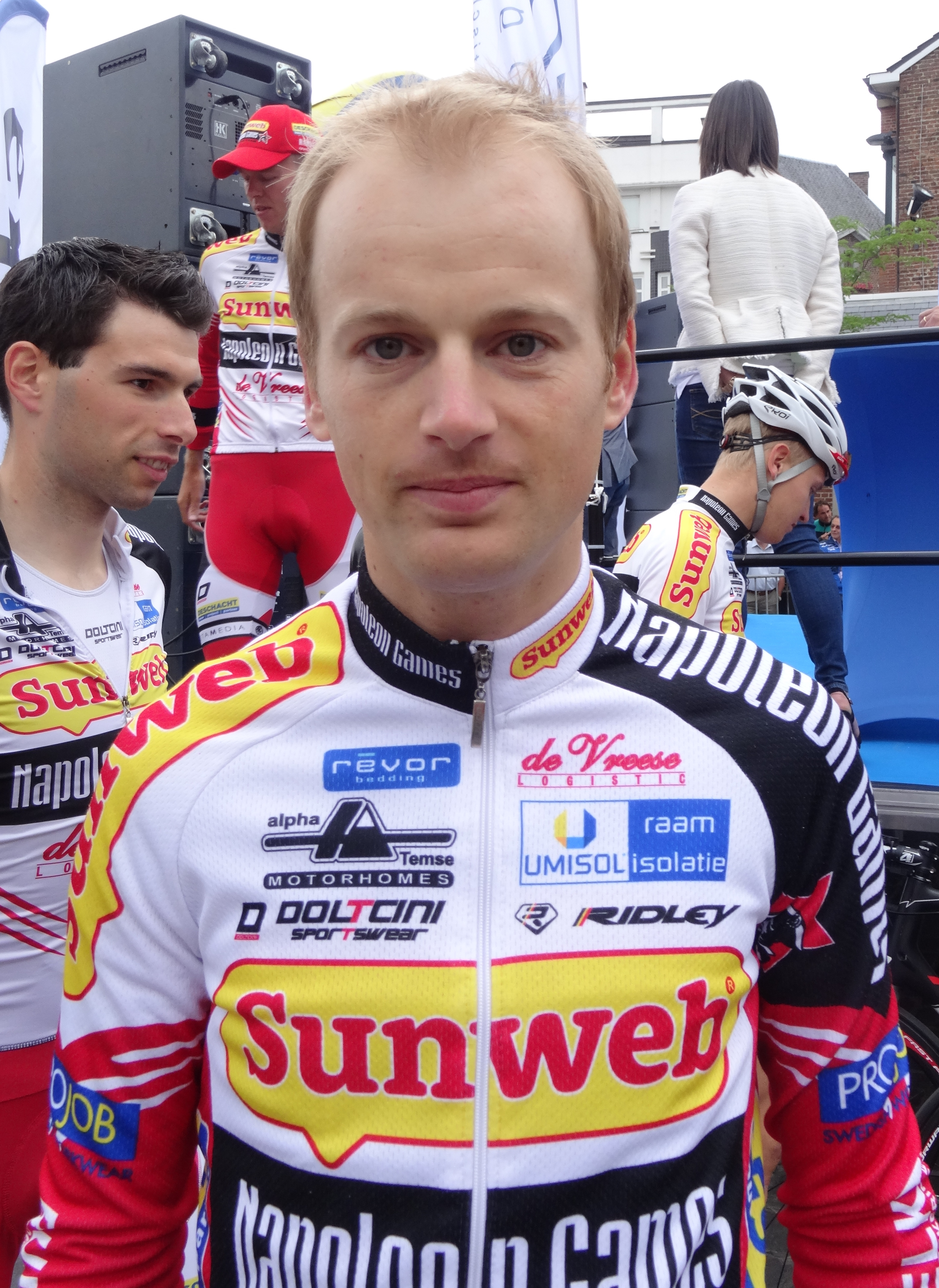
Kevin Pauwels.
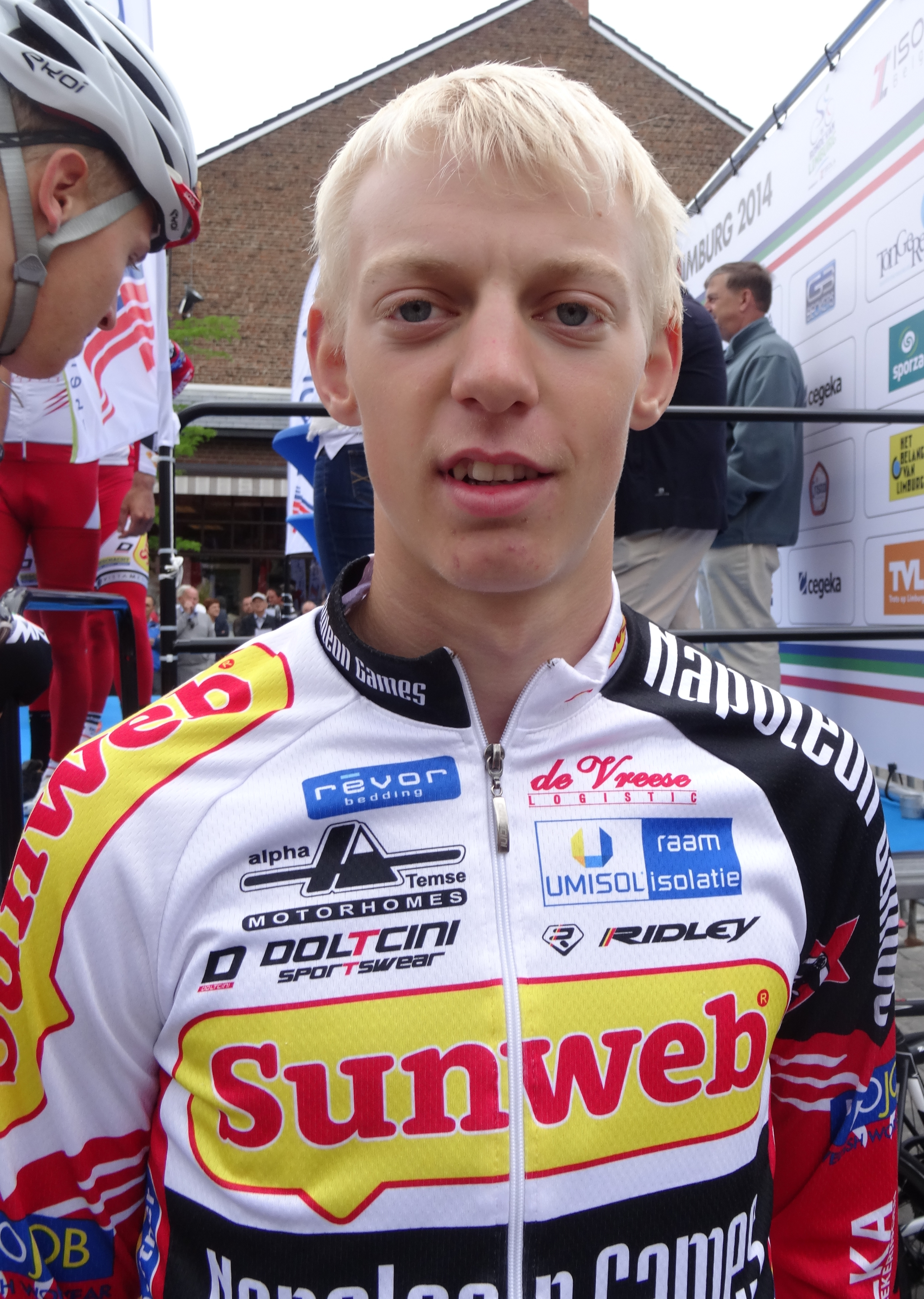
Michael Vanthourenhout.

## Bilan de la saison

### Victoires en cyclo-cross
| Date       | Course                                                                     | Pays            | Classe | Vainqueur              |
| ---------- | -------------------------------------------------------------------------- | --------------- | ------ | ---------------------- |
| 05/01/2014 | National Trophy Series #6 - Shrewsbury, Shrewsbury                         | Royaume-Uni     | C2     | Yorben Van Tichelt     |
| 26/01/2014 | XXV. Ispasterko Udala Sari Nagusia, Ispaster                               | Espagne         | C2     | Jim Aernouts           |
| 23/02/2014 | Trophée Banque Bpost espoirs #8 - Internationale Sluitingsprijs, Oostmalle | Belgique        | CU     | Yorben Van Tichelt     |
| 21/09/2014 | Steenbergcross, Erpe-Mere                                                  | Belgique        | C2     | Klaas Vantornout       |
| 28/09/2014 | Radcross Illnau, Illnau-Effretikon                                         | Suisse          | C2     | Tim Merlier            |
| 12/10/2014 | Trophée Banque Bpost espoirs #1, Renaix                                    | Belgique        | CU     | Michael Vanthourenhout |
| 16/10/2014 | Kermiscross, Ardoye                                                        | Belgique        | CU     | Michael Vanthourenhout |
| 19/10/2014 | Coupe du monde de cyclo-cross espoirs #1, Valkenburg                       | Pays-Bas        | CU     | Michael Vanthourenhout |
| 25/10/2014 | Cyclocross Cup Rhein-Neckar, Mannheim                                      | Allemagne       | CU     | Tim Merlier            |
| 01/11/2014 | Trophée Banque Bpost espoirs #2, Audenarde                                 | Belgique        | CU     | Michael Vanthourenhout |
| 02/11/2014 | Superprestige #2, Zonhoven                                                 | Belgique        | C1     | Kevin Pauwels          |
| 08/11/2014 | GGEW City Cross Cup (1), Lorsch                                            | Allemagne       | C1     | Dieter Vanthourenhout  |
| 16/11/2014 | Superprestige #4, Gavre                                                    | Belgique        | C1     | Klaas Vantornout       |
| 23/11/2014 | Superprestige #5, Francorchamps                                            | Belgique        | C2     | Kevin Pauwels          |
| 29/11/2014 | Coupe du monde de cyclo-cross #3, Milton Keynes                            | Grande-Bretagne | CDM    | Kevin Pauwels          |
| 06/12/2014 | Trophée Banque Bpost #4, Hasselt                                           | Belgique        | C1     | Kevin Pauwels          |
| 21/12/2014 | Coupe du monde de cyclo-cross #4, Namur                                    | Belgique        | CDM    | Kevin Pauwels          |
| 28/12/2014 | Superprestige espoirs #6, Diegem                                           | Belgique        | CU     | Michael Vanthourenhout |

### Classement UCI

#### UCI Europe Tour
L'équipe Sunweb-Napoleon Games termine à la 120e place de l'Europe Tour avec 9 points. Ce total est obtenu par l'addition des points des huit meilleurs coureurs de l'équipe au classement individuel, cependant seuls deux coureurs sont classés,.
| Rang | Coureur           | Points |
| ---- | ----------------- | ------ |
| 930  | Gianni Vermeersch | 5      |
| 968  | Tim Merlier       | 4      |